# Taye Taiwo
Taye Ismaila Taiwo (* 16. April 1985 in Lagos) ist ein nigerianischer ehemaliger Fußballspieler.

## Karriere

### Verein
Der linke Verteidiger begann seine Karriere in seiner Heimat bei den Lobi Stars im Jahre 2003. Bald wurde klar, dass er ein sehr talentierter Fußballspieler ist. Aus diesem Grund wechselte er im Januar 2005 zu Olympique Marseille, um dort den abgewanderten Bixente Lizarazu zu ersetzen. Taiwo erarbeitete sich sofort einen Stammplatz bei den Südfranzosen.
Ab der Saison 2011/12 stand er beim italienischen Verein AC Mailand unter Vertrag. Jedoch kam er in der Hinrunde nur zu vier Einsätzen. Am 24. Januar 2012 wurde er für ein halbes Jahr an die Queens Park Rangers in die Premier League ausgeliehen. Nach seiner Rückkehr nach Mailand wurde Taiwo am 31. Juli 2012 mit Kaufoption für die Saison 2012/13 an Dynamo Kiew ausgeliehen. 
Zum Sommer 2013 wechselte Taiwo in die türkische Süper Lig zu Bursaspor. Er unterschrieb hier einen Dreijahresvertrag. Nachdem Taiwo in der Saison 2013/14 nahezu durchgängig zum Einsatz gekommen war, wurde er in der Spielzeit 2014/15 vom neuen Cheftrainer Şenol Güneş keine Rolle mehr in den Kaderplanungen gefunden und blieb ohne Pflichtspieleinsatz. So wurde Ende April 2015 nach gegenseitigem Einvernehmen mit Bursaspor der bis zum Sommer 2016 gültige Vertrag von Taiwo gegen eine Zahlung von 360.000 € frühzeitig aufgelöst.

### Nationalmannschaft
Taiwo war Juniorennationalspieler Nigerias und erreichte bei der Junioren-Fußballweltmeisterschaft 2005 in den Niederlanden mit der Auswahl seines Landes das Finale, das gegen Argentinien 2-1 verloren ging. Taye Taiwo erzielte zwei Tore und wurde – nach John Obi Mikel und Lionel Messi – zum drittbesten Spieler des Turniers gewählt.
2004 wurde er in die A-Nationalmannschaft von Nigeria berufen.

### Spielweise
Aufgrund seiner enormen Schusskraft, die seine Freistöße so gefährlich macht, wird er oft mit Roberto Carlos verglichen. So schoss er im Halbfinale der Coupe de France gegen Stade Rennes einen Freistoß mit 130 km/h ins Netz.

## Titel und Erfolge

### Verein
- 2005: Intertoto-Cup mit Olympique Marseille
- 2010: Französischer Meister mit Olympique Marseille
- 2010: Französischer supercupgewinner mit Olympique Marseille
- 2010 und 2011: Französischer Ligapokalsieger mit Olympique Marseille.

### Nationalmannschaft
- 2005: Finale der U-20-WM in den Niederlanden mit Nigeria

### Persönliche Erfolge
- 2005: Drittbester Spieler bei der U-20-Junioren-WM in den Niederlanden
- 2006: Bester Nachwuchsspieler Afrikas